# Liste der Wappen mit Martin von Tours
Im Wappen ist Martin von Tours eine gemeine Figur. Er ist einer der Heiligen, der in der Heraldik für die Religion in der Wappenkunst steht. Seine Darstellung erfolgt als Reiter, mit Schwert einen Mantel zerteilend. Vor ihm kniend der Bittende. Ein Heiligenschein um den Kopf erhöht die Wertigkeit des Reiters. Eine Auswahl von Wappen, in denen er dargestellt wird:
Hinweis zur Spalte Darstellung:
Wird nur dann beschrieben, wenn es sich nicht um einen auf einem Pferd sitzenden heiligen Martin handelt, der mit dem Schwert den Mantel teilt und die Hälfte dem Bettler gibt.
| Wappen | Ortsname/Verwaltungsgebiet                              | Bundesland/Kanton    | Staat       | Darstellung/Besonderheiten |
| ------ | ------------------------------------------------------- | -------------------- | ----------- | --- |
|        | Aigues-Mortes                                           | Gard                 | Frankreich  | |
|        | Amöneburg                                               | Hessen               | Deutschland | |
|        | Arnschwang                                              | Bayern               | Deutschland | „In Blau aus einem gesenkten silbernen Wellenbalken wachsend den golden nimbierten heiligen Martin mit rotem Gewand und silbernem Mantel, der mit dem blauen Schwert den Mantel zerteilt, oben links beseitet von einem von Gold, Rot und Silber geteilten Schildchen“ |
|        | Aschaffenburg                                           | Bayern               | Deutschland | „Auf silbernem, oben golden bebordetem Grund eine die unteren Seitenschildrändern berührende symmetrische, blaubedachte, rote Burg mit runden Seitentürmen, je beknauft mit einer goldenen Turmkugel, im Torbogen mit aufgesetzter gotischer Spitze ein auf goldenem Sitz mit seitlich herausragenden Tierköpfen und Pranken thronender blaugewandeter und -beschuhter silberner Bischof, die Rechte segnend erhoben, mit der Linken einen linksgewandten goldenen Krummstab haltend, bekleidet mit silbernem Pallium und blauer, goldbestreifter Mitra.“ |
|        | Bad Ems                                                 | Rheinland-Pfalz      | Deutschland | |
|        | Bad Orb                                                 | Hessen               | Deutschland | -liegender Bettler- |
|        | Berlare                                                 | Ostflandern          | Belgien     | zudem u. a. sechs Jakobsmuscheln |
|        | Berghausen                                              | Baden-Württemberg    | Deutschland | „In der linken Hälfte das badische Wappen, den roten Schrägbalken im gelben Feld, in der rechten Hälfte den gepanzerten Arm in Silber, die Hand in rosa, welche eine herabhängendes rotes Tuch hält. Dieser rechte Teil erinnert an den Ortsheiligen, St. Martin von Tours, der vor seinem Eintritt in den geistlichen Stand als Ritter seinen Soldatenmantel mit dem Schwert durchschnitt und die Hälfte einem frierenden Armen gereicht hat.“ - vgl. Kaarst |
|        | Berstheim (Elsass)                                      | Grand Est            | Frankreich  | -ohne Bettler- |
|        | Bingen am Rhein                                         | Rheinland-Pfalz      | Deutschland | „In Blau auf bewachsenem grünem Schildfuß ein silberner römischer Reiter mit goldenem Helm mit Helmbusch, Waffenrock, Stiefeln und oben goldbeschlagener, silberbespitzter, roter Schwertscheide, auf einem schreitenden, goldbehuften und rotgezäumten, silbernen Rosse, seinen roten Reitermantel mit silbernem Schwert teilend, vor ihm kniend ein bittender, mit dem linken Arm auf eine Krüke in natürlichen Farben gestützter, silberner Mann mit rotem Band über die rechte Schulter gelegt, goldenem Rock und schwarzgeschnürtem goldenem Beinkleid, im rechten Obereck ein rotes Schildchen, darin ein silbernes sechsspeichiges Rad. Auf dem Schildrand eine goldene fünftortürmige Zinnenmauer.“ – Der Reiter ist der Hl. Martin, das Schildchen das Mainzer Rad.                                          |
|        | Gmina Biskupice (Biskupitz)                             | Kleinpolen           | Polen       | |
|        | Bockenheim an der Weinstraße                            | Rheinland-Pfalz      | Deutschland | „Geteilt von Blau und Silber, oben auf schreitendem silbernem Pferd mit goldener Mähne, Zaumzeug, Sattel und Schweif ein golden nimbierter silberner Heiliger, mit silbernem Schwert seinen roten Mantel teilend, unten auf grünem Bogenschildfuß ein steigender, silbern bewehrter schwarzer Ziegenbock.“ –ohne Bettler- |
|        | Bubenheim                                               | Rheinland-Pfalz      | Deutschland | |
|        | Cazis                                                   | Graubünden           | Schweiz     | |
|        | Chablis                                                 | Yonne                | Frankreich  | |
|        | Dieburg                                                 | Hessen               | Deutschland | |
|        | Gmina Drużbice (Druschfeld)                             | Łódź                 | Polen       | -ohne Pferd, ohne Bettler- |
|        | Engers                                                  | Rheinland-Pfalz      | Deutschland | „In Silber ein (wachsender) linksgewendeter goldnimbierter und goldhaariger silberner St. Martin als römischer Soldat in goldener Tunika und blauem Waffenrock, ebensolchem Kreuzbrustgurt und Helm mit rotem Helmbusch, in einen langen, weiten, roten Umhang gehüllt, mit der Linken dessen Saum hebend, mit der Rechten mit silbernem, fast verdecktem Schwert den Umhang teilend, links ein kleiner, kniender, unbekleideter, goldhaariger, silberner Mann, den Mantel greifend (...).“ -ohne Pferd- |
|        | Flims                                                   | Graubünden           | Schweiz     | |
|        | Frenštát pod Radhoštěm (Frankstadt unter dem Radhoscht) | Mähren               | Tschechien  | -ohne Pferd, ohne Bettler- |
|        | Froitzheim                                              | Nordrhein-Westfalen  | Deutschland | „In Gold das hinter einem schwarzen Schild mit goldenem Löwen wachsende Brustbild eines rotgekleideten, die rechte Hand erhebenden Bischofs St. Martin mit silbernem Stab und gold-bestickter Mitra. Der goldene Löwe entstammt dem Wappen des ehemaligen Herzogtums Jülich.“ |
|        | Galgenen                                                | Schwyz               | Schweiz     | |
|        | Garmisch (vor Zusammenschluss mit Partenkirchen)        | Bayern               | Deutschland | |
|        | Genk                                                    | Limburg              | Belgien     | |
|        | Gönnheim                                                | Rheinland-Pfalz      | Deutschland | |
|        | Gmina Granowo (Granau)                                  | Großpolen            | Polen       | -ohne Bettler- |
|        | Amt Greven (1844–1954)                                  | Nordrhein-Westfalen  | Deutschland | „Heiliger Martin im silbernen Gewand, der seinen blauen Mantel mit einem silbernen Schwert durchteilt“ -weder Pferd noch Bettler- |
|        | Greußen                                                 | Thüringen            | Deutschland | „In Blau ein blaugerüsteter und behelmter Reiter in natürlichen Farben auf goldgezäumtem, goldbehuftem, silbernem Ross, mit silbernem Schwert seinen roten Umhang teilend, unten von einem blauen Schildchen begleidet, darin ein gekrönter goldener Löwe.“ –ohne Bettler- |
|        | Hartberg                                                | Steiermark           | Österreich  | |
|        | Herk-de-Stad                                            | Limburg              | Belgien     | |
|        | Holzheim (Neuss)                                        | Nordrhein-Westfalen  | Deutschland | -ohne Pferd- |
|        | Hrochův Týnec (Hrochowteinitz)                          | Böhmen               | Tschechien  | |
|        | Jawor (Jauer)                                           | Niederschlesien      | Polen       | |
|        | Jonschwil                                               | St. Gallen           | Schweiz     | ohne Bettler |
|        | Kaarst                                                  | Nordrhein-Westfalen  | Deutschland | „Anstelle der Figur 'St. Martin mit Pferd und Bettler' auf dem Wappen der Gemeinde Kaarst findet sich nun dessen Attribut 'von einem Schwert geteilter Mantel' auf dem Wappen der Stadt Kaarst.“ -weder Reiter noch Bettler- |
|        | Kaarst                                                  |                      |             | altes Wappen, siehe Text zuvor |
|        | Kallmerode                                              | Thüringen            | Deutschland | |
|        | Kleinbockenheim                                         | Rheinland-Pfalz      | Deutschland | |
|        | Kroppenstedt                                            | Sachsen-Anhalt       | Deutschland | |
|        | Kunszentmárton                                          | Jász-Nagykun-Szolnok | Ungarn      | |
|        | Landshausen                                             | Baden-Württemberg    | Deutschland | |
|        | Linne                                                   | Limburg              | Niederlande | |
|        | Lorch                                                   | Hessen               | Deutschland | |
|        | Marktoberdorf                                           | Bayern               | Deutschland | „In Silber ein wachsender, hersehender, golden gerüsteter, behelmter, beinbeschienter, schwarz gegürteter, römischer Legionär in natürlichen Farben mit rotem Waffenrock, Umhang und Helmbusch, mit goldbeheftetem, silbernem Schwert den Umhang mit einem wachsenden, golden geschürzten, bittenden, nackten Bettler in natürlichen Farben teilend.“ |
|        | Marttila (S:t Mårtens)                                  | Varsinais-Suomi      | Finnland    | -ohne Bettler- |
|        | Martin (Turz-Sankt Martin)                              | Žilinský             | Slowakei    | |
|        | Martinshöhe                                             | Rheinland-Pfalz      | Deutschland | „In Schwarz der goldgekleidete heilige Martin auf rotbezäumtem silbernem Ross (Schimmel), seinen Mantel mit einem silbernen Schwert teilend, darunter fünf silberne Bollen 2:1:2.“ –ohne Bettler- |
|        | Meddersheim                                             | Rheinland-Pfalz      | Deutschland | |
|        | Medel (Lucmagn)                                         | Graubünden           | Schweiz     | |
|        | Mehring (Landkreis Altötting)                           | Bayern               | Deutschland | Die Gemeindekirche ist dem Hl. Martin geweiht, dessen Attribute Bischofsstab sowie eine Gans sind. |
|        | Mochowo (Mochau)                                        | Masowien             | Polen       | |
|        | Mukatschewo (Munkatsch)                                 | Transkarpatien       | Ukraine     | -ohne Pferd, ohne Bettler- |
|        | Nagymaros (Freistadt)                                   | Pest                 | Ungarn      | -ohne Bettler- |
|        | Neustadt                                                | Hessen               | Deutschland | |
|        | Neustadt an der Waldnaab                                | Bayern               | Deutschland | |
|        | Nieder-Hilbersheim                                      | Rheinland-Pfalz      | Deutschland | |
|        | Norheim                                                 | Rheinland-Pfalz      | Deutschland | |
|        | Nortorf                                                 | Schleswig-Holstein   | Deutschland | |
|        | Nottuln                                                 | Nordrhein-Westfalen  | Deutschland | |
|        | Oberlungwitz                                            | Sachsen              | Deutschland | |
|        | Oberteuringen                                           | Baden-Württemberg    | Deutschland | |
|        | Olpe                                                    | Nordrhein-Westfalen  | Deutschland | |
|        | Amt Olpe (1807–1969)                                    | Nordrhein-Westfalen  | Deutschland | -ohne Pferd- |
|        | Ostrava-Martinov (Ostrau-Martinau)                      | Mährisch Schlesien   | Tschechien  | -ohne Bettler- |
|        | Gmina Pacanów                                           | Heiligkreuz          | Polen       | |
|        | Pannonhalma (Martinsberg)                               | Győr-Moson-Sopron    | Ungarn      | |
|        | Pepingen                                                | Flandern             | Belgien     | |
|        | Gmina Poświętne                                         | Podlachien           | Polen       | -ohne Pferd, ohne Bettler- |
|        | Praha 17-Řepy (Prag 17-Rüben)                           | Böhmen               | Tschechien  | -ohne Pferd, ohne Bettler- |
|        | Quenstedt                                               | Sachsen-Anhalt       | Deutschland | „In Grün eine vierbogige goldene Glorie (Nimbus), darin ein oberhalber Bischof mit rotem Gewand und roter Bischofsmütze (Mitra), in der Rechten eine silberne Gans, in der Linken einen silbernen linksschrägen und -gewendeten Krummstab haltend.“ |
|        | Raisio                                                  | Varsinais-Suomi      | Finnland    | „In Silber ein goldhaariger und -nimbierter, blau gewandeter, rot bestiefelter hersehender Heiliger in natürlichen Farben auf golden bewehrtem, gezäumten und besatteltem, schreitendem rotem Ross, seinen roten, mit einer Kreuzfibel gehaltenen Reitermantel mit der Linken anhebend, in der Rechten das silberne, goldbeheftete Schwert haltend.“ –ohne Bettler- |
|        | Richterich (Stadtbezirk von Aachen)                     | Nordrhein-Westfalen  | Deutschland | |
|        | Ronco sopra Ascona                                      | Tessin               | Schweiz     | |
|        | Rüdesheim (Nahe)                                        | Rheinland-Pfalz      | Deutschland | |
|        | Rüdesheim am Rhein                                      | Hessen               | Deutschland | „Der Reiter ist der Hl. Martin von Tours, der seinen Mantel mit dem Armen vor ihm teilt, der stehende Pilger ist der Hl. Jakobus mit seinen Zeichen Pilgerstab und Jakobsmuschel.“ |
|        | Rzeszów-Słocina                                         | Subkarpatien         | Polen       | -ohne Pferd, ohne Bettler- |
|        | Sendenhorst                                             | Nordrhein-Westfalen  | Deutschland | |
|        | Senica (Senitz)                                         | Tyrnau               | Slowakei    | -ohne Pferd, ohne Bettler- |
|        | Siegen                                                  | Nordrhein-Westfalen  | Deutschland | „In Silber eine wachsende rote Zinnenmauer mit offenem, von zwei schwarz gefugten, erniedrigten Türmen mit je drei Rundbogenfenstern und Zeltdach flankiertem Tor, erhöht von zwei Vierpassöffnungen in Schwarz und Silber, aus den Zinnen wachsend ein (Erz)-Bischof in natürlichen Farben mit wallenden blonden Haar, blauem Ornat und Mitra und silbernem Pallium, in den angehobenen Händen rechts einen silbernen Krummstab mit links gewandter goldener Krümme, links ein offenes silbernes Buch mit Goldschnitt, leerer und golden unterlegter schwarz beschrifteter Seite, im Torbogen ein Schildchen, Portalseiten und unteren Schildrand berührend, darin in Blau ein goldener, rot bewehrter und -bezungter Löwe.“ – Franzosenschild (alt). Alternative Interpretation der Figur als Engelbert I. von Köln |
|        | Soazza                                                  | Graubünden           | Schweiz     | |
|        | St. Martin                                              | Graubünden           | Schweiz     | „In Blau, ein Heiliger im silbernen, golden verzierten bischöflichem Ornat, flankiert und unterhalb begleitet von sieben sechsstrahligen goldenen Sternen.“ |
|        | Šmartno pri Litiji (St. Martin bei Littai)              | Zentralslowenien     | Slowenien   | |
|        | Saint-Martin                                            | Wallis               | Schweiz     | |
|        | Saint-Martin-la-Plaine                                  | Loire                | Frankreich  | -ohne Bettler, springendes Ross- |
|        | Saint-Martin                                            | Meurthe-et-Moselle   | Frankreich  | |
|        | San Martino dall’Argine                                 | Lombardei            | Italien     | |
|        | San Martino sulla Marrucina                             | Abruzzen             | Italien     | |
|        | San Martino Valle Caudina                               | Kampanien            | Italien     | |
|        | Sankt Martin im Mühlkreis                               | Oberösterreich       | Österreich  | „Unter rotem Schildhaupt in Silber ein erhöhter, das Schildhaupt mit der Spitze überdeckender, blauer Sparren, einen halbärmligen, roten Mantel einschließend, belegt mit einem silbernen, gestürzten Schwert mit herausragendem blauem Heft.“ |
|        | Sankt Martin                                            | Rheinland-Pfalz      | Deutschland | „In Blau unter goldenem Spitzenschildhaupt ein goldnimbierter, golden gekleideter und gewappneter Heiliger in natürlichen Farben mit goldenem, rot bebandetem Helm auf silbernem, rot gezäumten, schreitenden Ross, seinen roten Reitermantel mit silbernen, goldbeheftetem Schwert teilend, oben in der ersten und dritten Spitze begleitet von je einer silbernen Lilie, in der Schildfußmitte ein silbernes Schildchen, darin ein schwarzes Hufeisen.“ –ohne Bettler- |
|        | Sankt Martin am Tennengebirge                           | Salzburg             | Österreich  | |
|        | Sankt Martin                                            | Burgenland           | Österreich  | |
|        | St. Martin im Innkreis                                  | Oberösterreich       | Österreich  | „In Gold ein roter, halbkreisförmiger, durch ein silbernes, gestürztes Schwert mit schwarzem Griff gespaltener Umhang mit gewellten, nach oben gerichteten Enden.“ –Attribut -ohne Bettler- |
|        | St. Martin (Lugnez)                                     | Graubünden           | Schweiz     | (nur Martin selbst, siehe hier) |
|        | Sint Maarten                                            | Noord-Holland        | Niederlande | -ohne Schwert, dafür Ring. Bettler stehend und normal gekleidet- |
|        | Soazza                                                  | Graubünden           | Schweiz     | -Bettler beinahe nackt- |
|        | Stein                                                   | Limburg              | Niederlande | |
|        | Tessenderlo                                             | Limburg              | Belgien     | -Bettler am Stock, Martinuskerk am Ort- |
|        | Thalwenden                                              | Thüringen            | Deutschland | „Vorn ein von einer Hand gehaltenes, fallendes rotes Tuch, das von einem mit der anderen Hand gehaltenen goldenen Schwert zerteilt wird (...)“ -ohne Pferd/Bettler, Martinskirche am Ort- |
|        | Titterten                                               | Basel-Landschaft     | Schweiz     | „In Gold ein hersehender, gespreizt stehender, blondhaariger, rotnimbierter, blau gewappneter und gespornter Heiliger in natürlichen Farben mit silbernem Schwert den roten Mantel teilend.“ –ohne Pferd/Bettler- |
|        | Uelversheim                                             | Rheinland-Pfalz      | Deutschland | |
|        | Waging am See                                           | Bayern               | Deutschland | |
|        | Wängle                                                  | Tirol                | Österreich  | -ohne Bettler- |
|        | Gmina Wiśniowa                                          | Kleinpolen           | Polen       | |
|        | Zeutern                                                 | Baden-Württemberg    | Deutschland | |
|        | Zillis-Reischen                                         | Graubünden           | Schweiz     | „In Silber ein golden nimbierter, stehend hersehender, schwarzhaariger, golden gewandeter und gespornter, silberner Heiliger mit rotem Unter- und Beinkleid sowie umhängender schwarzer Scheide, den blauen Mantel mit einem schwarzbehefteten silbernen Schwert für den vor ihm knienden golden geschurzten Bettler in natürlichen Farben teilend, begleitet von zwei sechsstrahligen roten Sternen in den Oberecken.“ –ohne Pferd– |
|        | Zons (Feste)                                            | Nordrhein-Westfalen  | Deutschland | „In Rot ein silberner Heiliger zu Pferde, mit dem Schwert seinen Mantel mit einem vor ihm stehenden, spärlich bekleideten Mann teilend, im rechten Obereck in Silber ein durchgehendes schwarzes Balkenkreuz. Auf dem Schildrand (Stadtwappen) eine silberne, dreitürmige Zinnenmauerkrone mit schwarzem, mittigem Portal.“ |
|        | Zons (Stadt)                                            | Nordrhein-Westfalen  | Deutschland | Wappen in der seit der Eingemeindung nach Dormagen gültigen Version |